# Novalena orizaba
Novalena orizaba är en spindelart som först beskrevs av Banks 1898.  Novalena orizaba ingår i släktet Novalena och familjen trattspindlar. Inga underarter finns listade i Catalogue of Life.